# Chainaz-les-Frasses
Chainaz-les-Frasses é uma comuna francesa na região administrativa de Auvérnia-Ródano-Alpes, no departamento da Alta Saboia. Estende-se por uma área de 5.57 km². Em 2010 a comuna tinha 774 habitantes (densidade: 139 hab./km²).